# Naggar
Naggar – miejscowość w północnych Indiach w stanie Himachal Pradesh, w zachodnich Himalajach.